# نشان ملی لیبی
از سال ۲۰۱۱،  لیبی در حال حاضر نشان ملی رسمی ندارد. اعلامیه قانون اساسی که توسط شورای ملی انتقالی در اوت ۲۰۱۱ صادر شد ، پرچم لیبی را تعریف می‌کند، اما هیچ شرطی برای نشان در نظر نمی‌گیرد.
یک پاسپورت بیومتریک جدید لیبی در فوریه ۲۰۱۳ فاش شد. روی جلد پاسپورت جدید یک ستاره و هلال به عنوان ویژگی اصلی آن، همان‌طور که در پرچم لیبی وجود دارد، به تصویر کشیده شده است. بنابراین، این نماد را می‌توان یک نماد دفاکتو برای لیبی در نظر گرفت.
دولت وحدت ملی، که در مارس ۲۰۲۱ تأسیس شد، مهر رسمی را با ترکیب هلال ماه و ستاره و نام ایالت و دولت به زبان عربی به تصویب رساند.

## تاریخ

برقه تحت سلطنت مملوک(۱۲۶۰-۱۵۱۷)
امپراتوری عثمانی (۱۸۴۶-۱۸۸۲)
برقه و کفره تحت ایالت مصر (۱۸۵۴-۱۸۶۷)
طرابلس عثمانی (۱۸۶۴-۱۹۱۱)
برقه و کفره تحت حکومت خدیوات مصر(۱۸۶۷-۱۹۱۴)
امپراتوری عثمانی (۱۸۸۲-۱۹۱۱)
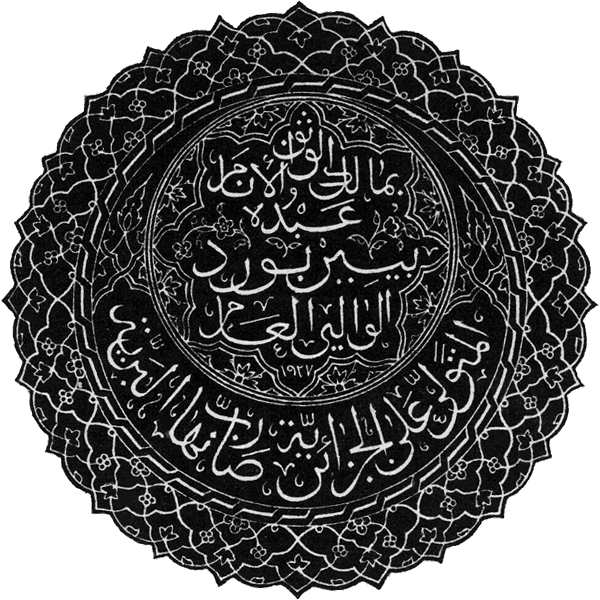
الجزایر فرانسه (۱۹۰۰-۱۹۱۹)
پادشاهی ایتالیا (۱۹۱۱-۱۹۲۹)
طرابلس ایتالیا (۱۹۱۱-۱۹۳۴)
برقه ایتالیا (۱۹۱۱-۱۹۳۴)
برقه و کفره تحت سلطنت مصر (۱۹۱۴-۱۹۲۲)
کفره (مثلث سارا) در زمان پادشاهی مصر (۱۹۲۲-۱۹۳۴)
کوفره (مثلث سارا) تحت سودان مصر و بریتانیا (۱۹۲۲-۱۹۳۴)
پادشاهی ایتالیا (۱۹۲۹-۱۹۴۳)
لیبی ایتالیا (۱۹۴۰-۱۹۴۳)
فرانسه آزاد (منطقه نظامی فزان-غدامس) (۱۹۴۳–۱۹۴۴)
بریتانیا (اداره نظامی بریتانیا بر لیبی) (۱۹۴۳-۱۹۵۱)
دولت موقت جمهوری فرانسه (منطقه نظامی فزان-غدامس) (۱۹۴۴-۱۹۴۶)
جمهوری چهارم فرانسه (منطقه نظامی فزان-غدامس) (۱۹۴۶–۱۹۵۱)

### پادشاهی لیبی (۱۹۵۱–۱۹۶۹)
نشان پادشاهی لیبی از سال ۱۹۵۲ تا ۱۹۶۹ مورد استفاده قرار گرفت. یک فرمان سلطنتی از سال ۱۹۵۲ نشان ملی پادشاهی متحده لیبی را به شرح زیر توصیف کرد:

نشان پادشاهی متحده لیبی یک هلال و ستاره نقره ای خواهد بود که بر پس زمینه ای از رنگ مشکی قرار دارد که توسط یک قاب سبز احاطه شده است. همه تاج طلایی کوچک، بر روی پایه سیاه قرار گرفته است. همه در مرکز یک مانتو قرمز و احاطه شده توسط ۹ (نه) ستاره طلایی، مانتو با تزئینات طلایی تزئین شده است. همه با تاج طلایی با پنج حلقه ستاره دار و هلال و ستاره.

نشان سلطنتی پادشاهی لیبی ۱۹۵۲-۱۹۶۹

### لیبی در زمان قذافی (۱۹۶۹–۲۰۱۱)
در سال ۱۹۷۰، لیبی عقاب صلاح الدین را به عنوان نشان خود انتخاب کرد که پس از برجستگی آن در انقلاب ۱۹۵۲ مصر به نمادی از ناسیونالیسم عربی تبدیل شد و پس از آن در نشان مصر، جمهوری متحد عربی استفاده شد. یمن، عراق و فلسطین. در سال ۱۹۷۲، مشارکت لیبی در اتحاد جماهیر عربی باعث شد که هم این کشور و هم مصر عقاب صلاح الدین را کنار بگذارند و شاهین قریش را که نشان قبیله محمد مورد استفاده سوریه بود، به عنوان نشان خود انتخاب کنند. نشان فدراسیون. با خروج لیبی از فدراسیون در سال ۱۹۷۷ و به دنبال انطباق آن با سیستم جماهیری قذافی، شاهین قریش حفظ شد، اما اصلاح شد تا منعکس کننده پرچم سبز جدیدی باشد که لیبی نیز در آن زمان پذیرفته بود. شاهین نیز در جهت دیگر به چهره تغییر یافت. عبارت: (اعتقاد الجمهوریات العربیه «فدراسیون (به معنای واقعی کلمه) اتحادیه جمهوری‌های عربی») همچنان روی پرچمی که در پای شاهین چنگ زده بود، نوشته شده بود.

جمهوری عربی لیبی (۱۹۶۹-۱۹۷۲)
جمهوری عربی لیبی در اتحاد جماهیر عربی (۱۹۷۲-۱۹۷۷)
جماهیری عربی خلق سوسیالیستی عظمای لیبی (۱۹۷۷–۲۰۱۱)

### لیبی تحت شورای ملی انتقالی (۲۰۱۱–۲۰۱۲)
شورای ملی انتقالی، که از سپتامبر ۲۰۱۱ توسط سازمان ملل متحد به عنوان دولت قانونی مورد حمایت قرار گرفت، از مهری استفاده کرد که یک هلال ماه و ستاره را به تصویر می‌کشد که به رنگ‌های پرچم لیبی (قرمز، سیاه و سبز) نشان داده شده بود. اسامی شورا المجلس الوطنی الانتقالی (المجلس الوطانی الانتقالی، «شورای ملی انتقالی») و ایالت لیبیا (لیبیا، لیبی) به عربی و انگلیسی نمایش داده می‌شود.

دفتر نخست‌وزیر موقت و ادارات دولت موقت از مهر متفاوتی استفاده کردند. شارژ اصلی این نشان، نقشه کلی لیبی در طراحی پرچم لیبی است.

اولین مهر شورای ملی انتقالی (مارس تا آوریل ۲۰۱۱)
مهر دوم شورای ملی انتقالی

### لیبی تحت کنگره ملی عمومی (۲۰۱۲–۲۰۱۴)
کنگره ملی عمومی که بین سال‌های ۲۰۱۲ و ۲۰۱۴ به عنوان قوه مقننه لیبی فعالیت می‌کرد، یک هلال ماه و ستاره را به تصویر کشیده بود که نام کنگره را به عربی و انگلیسی احاطه کرده بود. از آن برای تأیید اسناد صادر شده و قوانین تصویب شده توسط کنگره استفاده می‌شد.
یک نشان نیز برای مقاصد دولتی پذیرفته شد و اساس مهرهای مورد استفاده دفتر نخست‌وزیر و ادارات دولت لیبی را تشکیل داد. این نشان متشکل از یک هلال ماه و ستاره بود که با شاخه‌های زیتون احاطه شده بود، شبیه به آنهایی که روی نشان سازمان ملل یافت می‌شود.پ

### لیبی زیر نظر مجلس نمایندگان (۲۰۱۴–۲۰۱۶)
مجلس نمایندگان که در سال ۲۰۱۴ انتخاب شد و در حال حاضر در طبرق مستقر است، مهری را برای استفاده رسمی پذیرفته است. این یک هلال ماه، طاق‌ها و نام مجلس نمایندگان را به انگلیسی و عربی به تصویر می‌کشد. مهرها و نشان‌هایی که در دوره کنگره ملی عمومی برای دولت لیبی به تصویب رسید، در این دوره همچنان مورد استفاده قرار گرفتند.

### لیبی تحت حکومت وفاق ملی (۲۰۱۶–۲۰۲۱)
دولت وفاق ملی در نتیجه توافقنامه سیاسی لیبی که در دسامبر ۲۰۱۵ امضا شد تشکیل شد و توسط شورای امنیت سازمان ملل متحد به عنوان تنها دولت قانونی لیبی تأیید شد. دولت وفاق ملی از مهری استفاده می‌کند که نام آن و نام دولت را به زبان عربی و انگلیسی در اطراف هلال ماه و ستاره نشان می‌دهد.

### نمادهای دولت رقیب مستقر در طبرق (۲۰۱۶–۲۰۲۱)
یک دولت رقیب مستقر در طبرق در طبرق تحت هدایت واقعی فیلد مارشال خلیفه حفتر تشکیل شد و از نشانی که شاهین قریش و یک سپر را نشان می‌داد استفاده کرد.

نشان مورد استفاده دولت مستقر در طبرق

### لیبی تحت حکومت وحدت ملی (۲۰۲۱–اکنون)
در مارس ۲۰۲۱ پس از نشست‌های مجمع گفتگوی سیاسی لیبی، دولت وحدت ملی تشکیل شد. حکومت وحدت ملی یک مهر رسمی شامل هلال ماه و ستاره و احاطه شده با کلمات عربی: حکومة الوحدة الوطنیة – دولة لیبیا به تصویب رسانده است. «دولت وحدت ملی - دولت لیبی». این مهر توسط عدل العکاری طراحی شده است.

مهر حکومت وحدت ملی